# Гипохолестеринемия
Гипохолестеринемия (греч. hypocholesterinaemia; гипо- + холестерин + haima кровь) — это наличие аномально низкого (гипо-) уровня холестерина в крови (-емиа). Холестерин является важным компонентом клеточных мембран млекопитающих и необходим для обеспечения надлежащей проницаемости и текучести мембран. Дефект в производстве холестерина в организме может привести к неблагоприятным последствиям, несмотря на то, что не ясно, является ли уровень холестерина ниже среднего непосредственно вредным, он часто встречается при определенных заболеваниях.

## Причины низкого холестерина
Низкий индекс холестерина в составе плазмы крови не до конца исследован, но специалисты называют главные причины, почему в крови пониженный общий холестерин:
- Патологии печеночного органа. При не правильной работе клеток печени, происходит недостаточное синтезирование холестериновых молекул, что вызывает низкий уровень их в составе крови.
- Низкохолестериновое питание. Если в рационе малое количество продуктов, которые содержат животные жиры, тогда в организм не попадает достаточное количество холестерина, что вызывает низкий уровень его в составе крови. К такому состоянию может привести антихолестериновая диета, которая очень строга и длится долгое время, длительный период голодания, несбалансированное питание, а также анорексия.
- Генетические нарушения, вызванные врожденной патологией.
- Патологии в органах пищеварения также вызывают низкий холестерин, по причине того, что органы не усваивают жиры.
- Состояние постоянного стресса также приводит к низкому холестерину в составе крови.
- Патологии в эндокринной системе, гипертиреоз.
- Заболевания системы кроветворения анемия, способствует снижению уровня липопротеидов в составе крови.
- Интоксикация организма парами тяжелых метолов приводит к резкому снижению ХС.
- Инфекционные агенты в организме. При сепсисе снижены липиды.
- Самолечение препаратами группы статинов приводит к низкому показателю ОХС.

## Симптомы
Довольно часто низкий уровень липидов в составе крови никак себя не проявляет, а гипохолестеринемия протекает бессимптомно. Необходимо обратить внимание на такую симптоматику, которая может быть признаком низкого индекса ХС в организме:
- Отсутствие аппетита.
- Жирный вид фекалий патология стеаторея.
- Слабость в мышечных тканях.
- Плохая чувствительность, или полная ее потеря.
- Рефлексы становятся замедленные.
- Происходит увеличение и воспаление лимфатических узлов.
- Проявление агрессии, или же постоянная нервозность.
- Состояние депрессии и апатии.
- Снижено либидо и проявляется импотенция у мужчин.

## Риск развития заболеваний
При гипохолестеринемии в организме человека могут развиваться следующие патологии:
- Нарушается[1] количество вырабатываемых гормонов, и происходит нарушение в гормональном фоне человека. У женщин в репродуктивном возрасте, организм защищают половые гормоны, а при отсутствии их полноценной выработки, возрастает риск развития сердечных и сосудистых патологий в более раннем возрасте.
- При низком ХС в составе крови снижается либидо, а у мужчин проявляется импотенция.
- Организм ощущает дефицит витамина Д, витаминов К и А, а также витамина Е.
- Развивается патология сахарный диабет.
- Нарушения в работе пищеварительного тракта.
- Ишемия сердечного органа инфаркт.
- Кровоизлияние в мозговых сосудах инсульт геморрагического типа.

Низкий холестерин провоцирует целый ряд физических и психических нарушений в человеческом организме. Научно доказано то, что мозговое кровоизлияние геморрагического типа инсульт, в 6 раз происходит чаще у пациентов с низким уровнем холестерина, чем при повышенном его уровне. Также в 3 раза увеличивается риск развития новообразований онкологического характера в клетках печени. Поэтому при вопросе о том, что низкий холестерин в организме человека, хорошо, или плохо, можно сказать с уверенностью о том, что любые отклонения от нормативных показателей в сторону повышения, либо в сторону понижения, вызывает развитие тяжелых патологий в организме человека.

## Особенности молекул липопротеидов
Холестерин это жиросодержащий спирт, который есть в организме людей, всех возрастных категорий. За 24 часа синтезируется 1,0 грамм холестерина. В организме синтез молекул холестерина распределены таким образом:
- 50,0 % 55,0 % липопротеидов вырабатываются клетками печени.
- От 15,0 % до 20,0,% клетками отделов тонкой кишки.
- Остальная часть синтезируется в кожных покровах, в коре надпочечников, вырабатывается половыми железами.
- Ежесуточно[1] с пищей попадает от 300,0 миллиграмм до 500,0 миллиграмм холестерола.

Весь вырабатываемый холестерин (жир) по кровеносному руслу может транспортироваться только в виде молекул липопротеидов. В процессе метаболизма молекул холестерина участвуют больше, чем 300 наименований белков. Сам процесс синтеза распределен на 100 этапов, которые выполняются поочередно. В этом заключается процесс липидного обмена жиров. Общая концентрация в составе плазмы крови холестерина это совокупность всех фракций липопротеидов, которые имеют разную плотность. Нарушение в работе сердечного органа, а также системы сосудов, провоцируют липопротеиды низкой молекулярной плотности.

## Норма холестерина в крови
Нормативные изменения происходят в зависимости от возраста человека с самого его рождения. У детей от рождения до полового созревания показатель холестерина не разделяется по половым признакам. Норма у мальчиков и девочек должна быть одинакова:
| новорождённые              | 3,0 ммоль/л                 |
| от одного года до 16-летия | 2,40 ммоль/л — 5,20 ммоль/л |

После полового созревания у мужчин, а также у женщин существуют различия в индексе общего холестерина:
| 20-летние          | 3,110 ммоль/л — 5,170 ммоль/л | 2,930 ммоль/л — 5,10 ммоль/л |
| 30 лет             | 3,320 ммоль/л — 5,80 ммоль/л  | 3,440 ммоль/л — 6,31 ммоль/л |
| 40-летние          | 3,90 ммоль/л — 6,90 ммоль/л   | 3,780 ммоль/л — 7,0 ммоль/л  |
| 50-летние          | 4,0 ммоль/л — 7,30 ммоль/л    | 4,10 ммоль/л — 7,15 ммоль/л  |
| 60-летние          | 4,40 ммоль/л — 7,70 ммоль/л   | 4,0 ммоль/л — 7,0 ммоль/л    |
| 70-летние и старше | 4,480 ммоль/л — 7,820 ммоль/л | 4,0 ммоль/л — 7,0 ммоль/л    |

Холестерин ниже нормы может быть максимально допускаемый 3,60 ммоль/л. Если холестерин снижен меньше показателя в 3,6, тогда это означает развитие в человеческом организме патологии, которая провоцирует такое снижение концентрации в составе крови липопротеидов.
По данным Американской Ассоциации Сердца уровень общего холестерина ниже 160 мг/дл или 4,1 ммоль/л следует классифицировать как «гипохолестеринемию». Однако это не согласовано повсеместно, и некоторые ставят уровень ниже.